# Vierge à l'Enfant (Botticelli, Paris)
Vierge à l'Enfant est un tableau réalisé par le peintre italien Sandro Botticelli en 1470. Cette tempera sur bois est une Madone qui représente l'Enfant Jésus faisant le signe de bénédiction alors qu'il se tient nu debout devant une Marie songeuse. L'œuvre est conservée au musée Jacquemart-André, à Paris, en France.